# کن اسپیرز
کن اسپیرز (انگلیسی: Ken Spears؛ ‏ ۱۲ مارس ۱۹۳۸ – ۶ نوامبر ۲۰۲۰) پویانما، نویسنده، تهیه‌کننده تلویزیونی اهل ایالات متحده آمریکا بود.
از فیلم‌ها یا مجموعه‌های تلویزیونی که وی در آن‌ها نقش داشته‌است، می‌توان به فیلم‌های جدید اسکوبی دو اشاره نمود.